# Chapultepec (município)
Chapultepec, México é um município do estado do México, no México.